# Paracycling-Bahnweltmeisterschaften 2018
Die Paracycling-Bahnweltmeisterschaften 2018 (2018 UCI Para-cycling Track World Championships) werden vom 22. bis 26. März im brasilianischen Rio de Janeiro stattfinden.
Die Weltmeisterschaften werden im Velódromo Municipal do Rio ausgetragen, das während der Olympischen Spiele 2016 für die Bahradsport-Wettbewerbe genutzt wurde.
Insgesamt waren 171 Sportler aus 30 Ländern für die WM gemeldet, 50 Frauen und 121 Männer. Alle Weltmeister des Vorjahres gehen an den Start, um ihre Titel zu verteidigen, darunter die Britin Sophie Thornhill, die Kanadier Ross Wilson und Tristen Chernove sowie die US-Amerikanerinnen Amanda Reid und Shawn Morelli. Weitere Titelträger sind der Brite James Ball sowie die US-Amerikaner Joseph Berenyi und Chris Murphy. Auch Paralympics-Sieger nehmen an der WM in Rio teil, wie die Chinesin Li Zhangyu und der Brite Jody Cundy.
Im Verlauf der Weltmeisterschaften wurden zwei Weltrekorde aufgestellt: Sophie Thornhill (Fahrerin) und Helen Scott (Pilotin) bewältigten das Zeitfahren über 1000 Meter in 1:05,079 Minuten und unterboten damit den bisherigen, vier Jahre alten Rekord von Thornhill mit der Pilotin Rachel James. Die Australierin Emily Petricola (C4) fuhr in der Qualifikation der 3000-Meter-Einerverfolgung mit 3:54,501 Minuten Weltrekord.

## Resultate

### Sprint Klasse B
| Frauen – B |                                   |              |
| #          | Fahrerin/Pilotin                  | Nationalität |
|            | Sophie Thornhill/Helen Scott      | GBR          |
|            | Jessica Gallagher/Madison Janssen | AUS          |
|            | Griet Hoet/Anneleen Monsieur      | BEL          |

| Männer – B |                               |              |
| #          | Fahrer/Pilot                  | Nationalität |
|            | Neil Fachie/Matthew Rotherham | GBR          |
|            | Tristan Bangma/Patrick Bos    | NED          |
|            | James Ball/Peter Mitchell     | GBR          |

### Mixed Team Sprint M/W C1-5
| WM C1–5 (750 m) |                                                |              |  |
| #               | Fahrer(innen)                                  | Nationalität |  |
|                 | Louis Rolfe/Jon-Allan Butterworth/Jody Cundy   | GBR          |  |
|                 | Li Zhangyu/Wei Guoping/Lai Shanzhang           | CHN          |  |
|                 | Amador Granados/Eduardo Santas/Alfonso Cabello | ESP          |  |

### Zeitfahren Klasse B
| Frauen – WB (1000 m) |                                   |              |             |
| #                    | Fahrerin/Pilotin                  | Nationalität | Zeit (min)  |
|                      | Sophie Thornhill/Helen Scott      | GBR          | 1:05,079 WR |
|                      | Jessica Gallagher/Madison Janssen | AUS          | 1:07,708    |
|                      | Griet Hoet/Anneleen Monsieur      | BEL          | 1:08,314    |

| Männer – MB (1000 m) |                               |              |            |
| #                    | Fahrer/Pilot                  | Nationalität | Zeit (min) |
|                      | Neil Fachie/Matthew Rotherham | GBR          | 0:59,686   |
|                      | James Ball/Peter Mitchell     | GBR          | 1:00.535   |
|                      | Tristan Bangma/Patrick Bos    | NED          | 1:00.755   |

### Verfolgung Klasse B
| Frauen – WB (3000 m) |                                    |              |          |
| #                    | Pilotin/Fahrerin                   | Nationalität | Zeit     |
|                      | Corrine Hall/Lora Fachie           | GBR          | 3:31,685 |
|                      | Anneleen Monsieur/Griet Hoet       | BEL          | 3:35.016 |
|                      | Eve McCrystal/Katie-George Dunlevy | IRL          | 3:42,433 |

| Männer – MB (4000 m) |                                          |              |          |
| #                    | Pilot/Fahrer                             | Nationalität | Zeit     |
|                      | Joan Font Bertoli/Ignacio Vila Rodriguez | ESP          | 4:11,037 |
|                      | Adam Duggleby/Stephen Bate               | GBR          | 4:11,300 |
|                      | Patrick Bos/Tristan Bangma               | NED          | 4:12,493 |

### Zeitfahren Klasse C
| #                    | Fahrerin               | Nationalität | Zeit (s) |
| -------------------- | ---------------------- | ------------ | -------- |
| Frauen – WC1 (500 m) |                        |              |          |
|                      | Li Jieli               | CHN          | 43,430   |
|                      | Katie Loft             | GBR          | 47,153   |
| Frauen – WC2 (500 m) |                        |              |          |
|                      | Alyda Norbruis         | NED          | 39,886   |
|                      | Amanda Reid            | AUS          | 41,034   |
|                      | Song Zhenling          | CHN          | 43,432   |
| Frauen – WC3 (500 m) |                        |              |          |
|                      | Megan Giglia           | GBR          | 42,091   |
|                      | Denise Schindler       | GER          | 42,453   |
|                      | Jamie Whitmore         | USA          | 43,506   |
| Frauen – WC4 (500 m) |                        |              |          |
|                      | Ruan Jianping          | CHN          | 38,437   |
|                      | Kate Horan             | NZL          | 39,932   |
|                      | Emily Petricola        | AUS          | 41,409   |
| Frauen – WC5 (500 m) |                        |              |          |
|                      | Caroline Groot         | NED          | 36,575   |
|                      | Zhou Jufang            | CHN          | 38,324   |
|                      | Mariela Analia Delgado | ARG          | 38,689   |

| #                     | Fahrer                 | Nationalität | Zeit (min) |
| --------------------- | ---------------------- | ------------ | ---------- |
| Männer – MC1 (1000 m) |                        |              |            |
|                       | Li Zhangyu             | CHN          | 1:12,586   |
|                       | Arnoud Nijhuis         | NED          | 1:13,106   |
|                       | Ricardo Ten Argilés    | ESP          | 1:17,276   |
| Männer – MC2 (1000 m) |                        |              |            |
|                       | Alejandro Perea Arango | COL          | 1:13,396   |
|                       | Tristen Chernove       | CAN          | 1:14,105   |
|                       | Liang Guihua           | CHN          | 1:15,672   |
| Männer – MC3 (1000 m) |                        |              |            |
|                       | Joseph Berenyi         | USA          | 1:09,831   |
|                       | Diederick Schelfhout   | BEL          | 1:10,581   |
|                       | Alexsei Obidenow       | RUS          | 1:11,033   |
| Männer – MC4 (1000 m) |                        |              |            |
|                       | Jody Cundy             | GBR          | 1:04,579   |
|                       | Jozef Metelka          | SVK          | 1:07,336   |
|                       | Jacob Waters           | USA          | 1:08,739   |
| Männer – MC5 (1000 m) |                        |              |            |
|                       | Alfonso Cabella Llamas | ESP          | 1:04,748   |
|                       | Jon-Allan Butterworth  | GBR          | 1:05,850   |
|                       | Blaine Hunt            | GBR          | 1:07,326   |

### Verfolgung Klasse C
| #                     | Fahrerin                        | Nationalität | Zeit (min)         |
| --------------------- | ------------------------------- | ------------ | ------------------ |
| Frauen – WC1 (3000 m) |                                 |              |                    |
|                       | Katie Toft                      | GBR          | 4:41,945           |
|                       | Li Jing                         | CHN          | 5:20,609           |
| Frauen – WC2 (3000 m) |                                 |              |                    |
|                       | Alyda Norbruis                  | NED          | 4:11,913           |
|                       | Zeng Sini                       | CHN          | 4:13,340           |
|                       | Daniela Carolina Munevar Florez | COL          | Gegnerin eingeholt |
| Frauen – WC3 (3000 m) |                                 |              |                    |
|                       | Denise Schindler                | GER          | 4:06,604           |
|                       | Megan Giglia                    | GBR          | 4:21,413           |
|                       | Jamie Whitmore                  | USA          | 4:16,114           |
| Frauen – WC4 (3000 m) |                                 |              |                    |
|                       | Shawn Morelli                   | USA          | 3:56,576           |
|                       | Emily Petricola                 | AUS          | 3:57,781           |
|                       | Meg Lemon                       | AUS          | Gegnerin eingeholt |
| Frauen – WC5 (3000 m) |                                 |              |                    |
|                       | Crystal Lane-Wright             | USA          | 3:46,936           |
|                       | Nicole Murray                   | NZL          | 3:51,455           |
|                       | Samantha Bosco                  | USA          | 4:00,107           |

| #                     | Fahrer               | Nationalität | Zeit (min)       |
| --------------------- | -------------------- | ------------ | ---------------- |
| Männer – MC1 (3000 m) |                      |              |                  |
|                       | Ricardo Ten Argilés  | ESP          | 3:52,222         |
|                       | Ross Wilson          | CAN          | 3:54,584         |
|                       | Li Zhangyu           | CHN          | Gegner eingeholt |
| Männer – MC2 (3000 m) |                      |              |                  |
|                       | Tristen Chernove     | CAN          | 3:44,385         |
|                       | Liang Guihua         | CHN          | 3:50,304         |
|                       | Arslan Gilmutdinow   | RUS          | 3:49,618         |
| Männer – MC3 (3000 m) |                      |              |                  |
|                       | David Nicholas       | AUS          | 3:34,804         |
|                       | Diederick Schelfhout | BEL          | 3:38,934         |
|                       | Joseph Berenyi       | USA          | 3:37,293         |
| Männer – MC4 (4000 m) |                      |              |                  |
|                       | Jozef Metelka        | SVK          | 4:30,584         |
|                       | Kyle Bridgwood       | AUS          | 4:36,546         |
|                       | Jaco Van Gass        | GBR          | 4:43,461         |
| Männer – MC5 (4000 m) |                      |              |                  |
|                       | Jehor Dementjew      | UKR          | 4:31,619         |
|                       | Jonathan Gildea      | GBR          | 4:32,496         |
|                       | Daniel Abraham Gebru | NED          |                  |

### Scratch Klasse C
| Frauen – WC 1-2-3 (10 km) |                          |              |
| #                         | Fahrerin                 | Nationalität |
|                           | Alyda Norbruis           | NED          |
|                           | Denise Schindler         | GER          |
|                           | Jamie Whitmore           | USA          |
| Frauen – WC 4-5 (10 km)   |                          |              |
|                           | Caroline Groot           | NED          |
|                           | Paula Andrea Ossa Veloza | COL          |
|                           | Mariela Analia Delgado   | ARG          |

| #                         | Fahrer              | Nationalität |
| ------------------------- | ------------------- | ------------ |
| Männer – MC 1-2-3 (10 km) |                     |              |
|                           | Ricardo Ten Argilés | ESP          |
|                           | Ross Wilson         | CAN          |
|                           | Arnoud Nijhuis      | NED          |
| Männer – MC 4-5 (15 km)   |                     |              |
|                           | Jonathan Gildea     | GBR          |
|                           | Alistair Donohoe    | AUS          |
|                           | Jehor Dementjew     | UKR          |

## Aufgebote

### Deutschland
- Denise Schindler (C3)
- Kai Kruse (B), Stefan Nimke (Pilot von Kruse), Matthias Schindler (C3), Erich Winkler (C1)

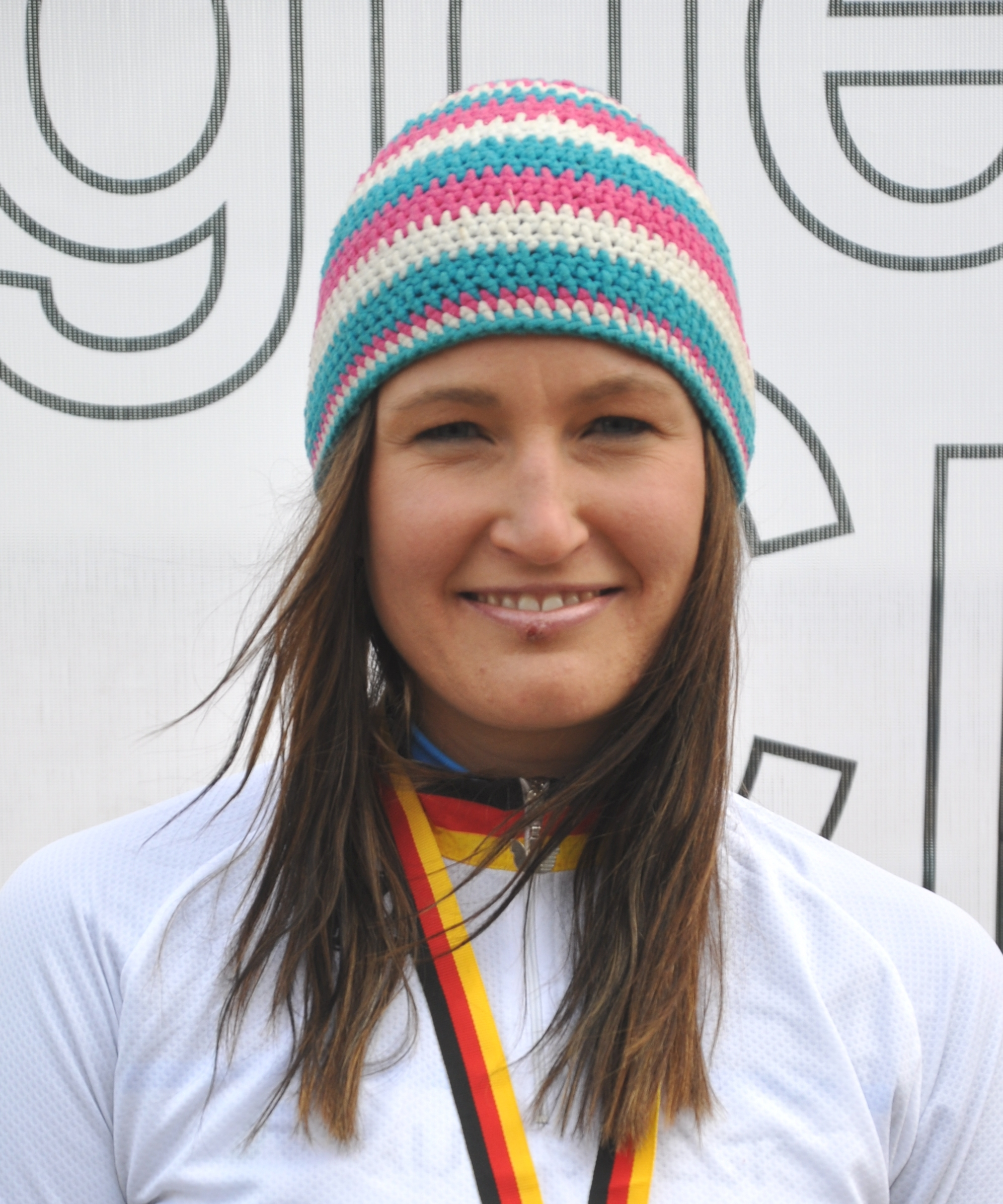
Denise Schindler
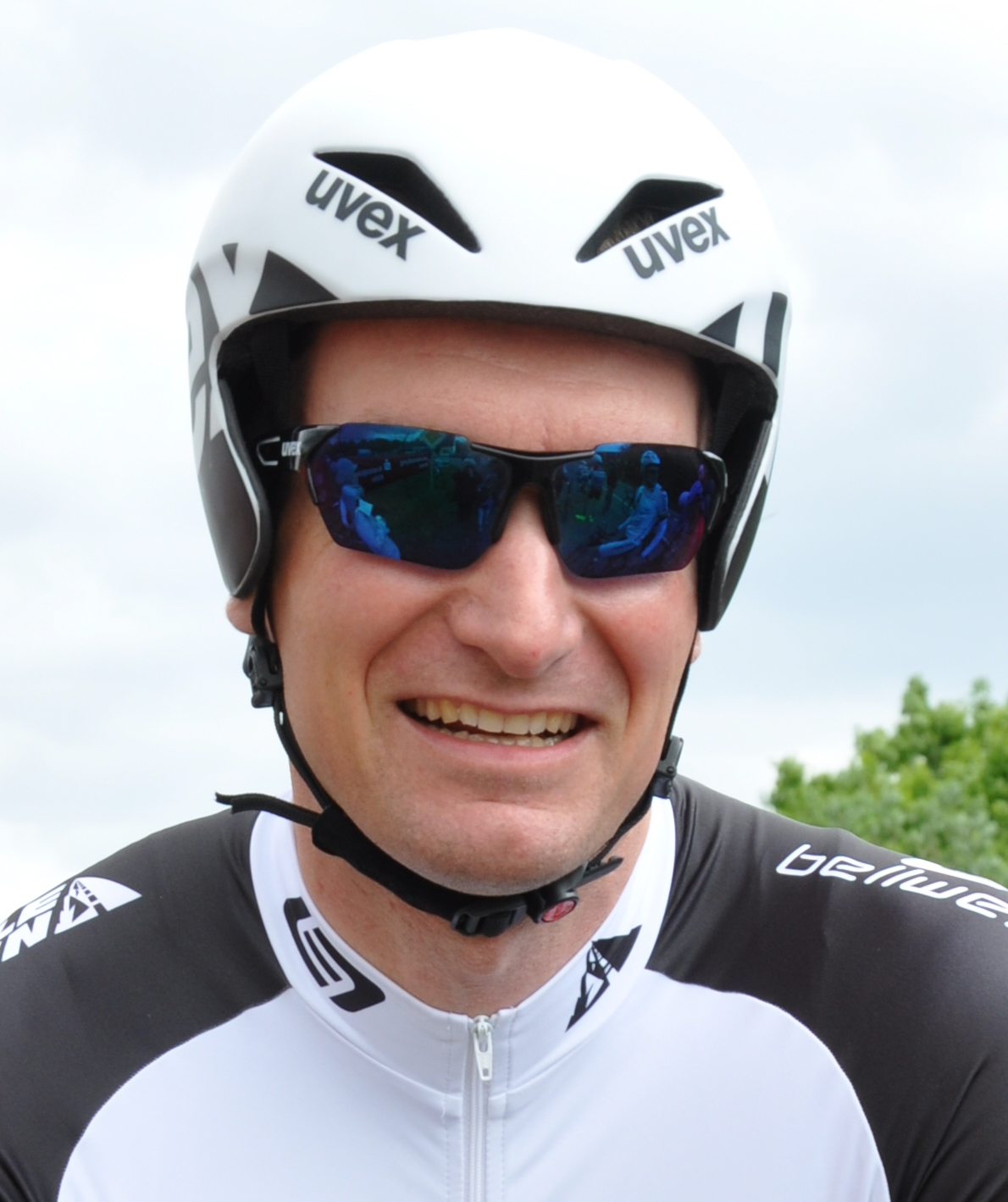
Matthias Schindler
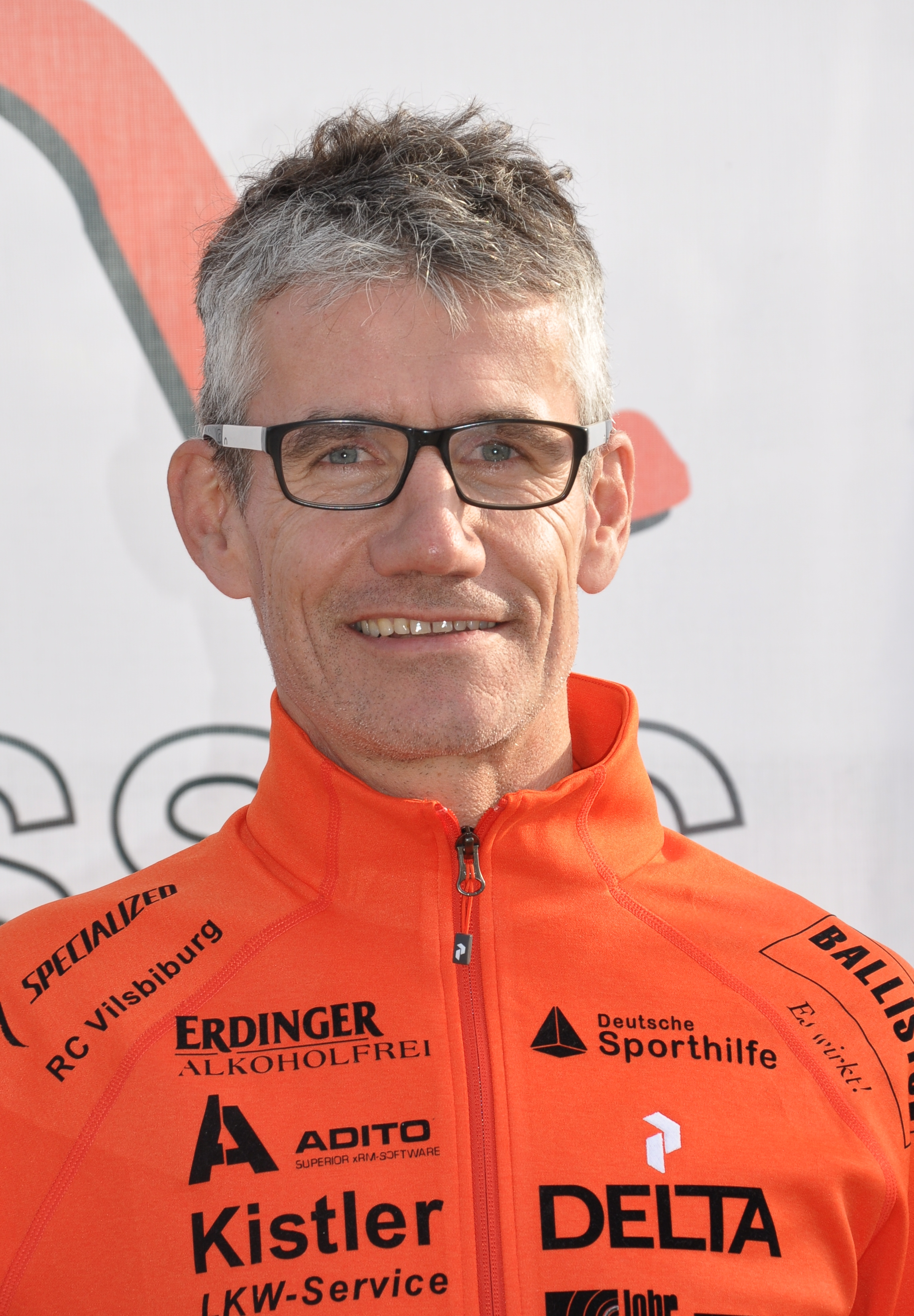
Erich Winkler
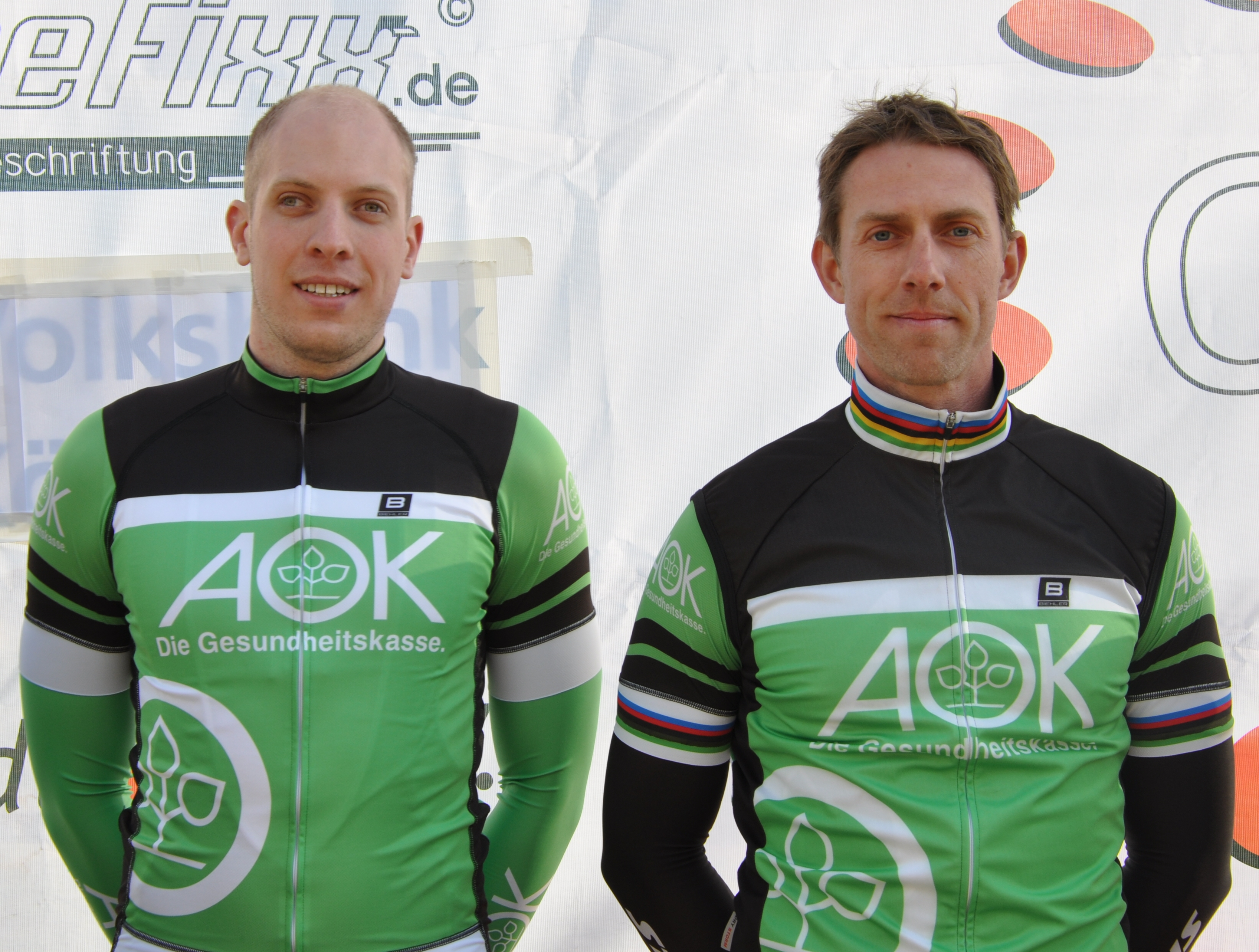
Kai Kruse (l.) und Stefan Nimke